# Zona de convergência (meteorologia)

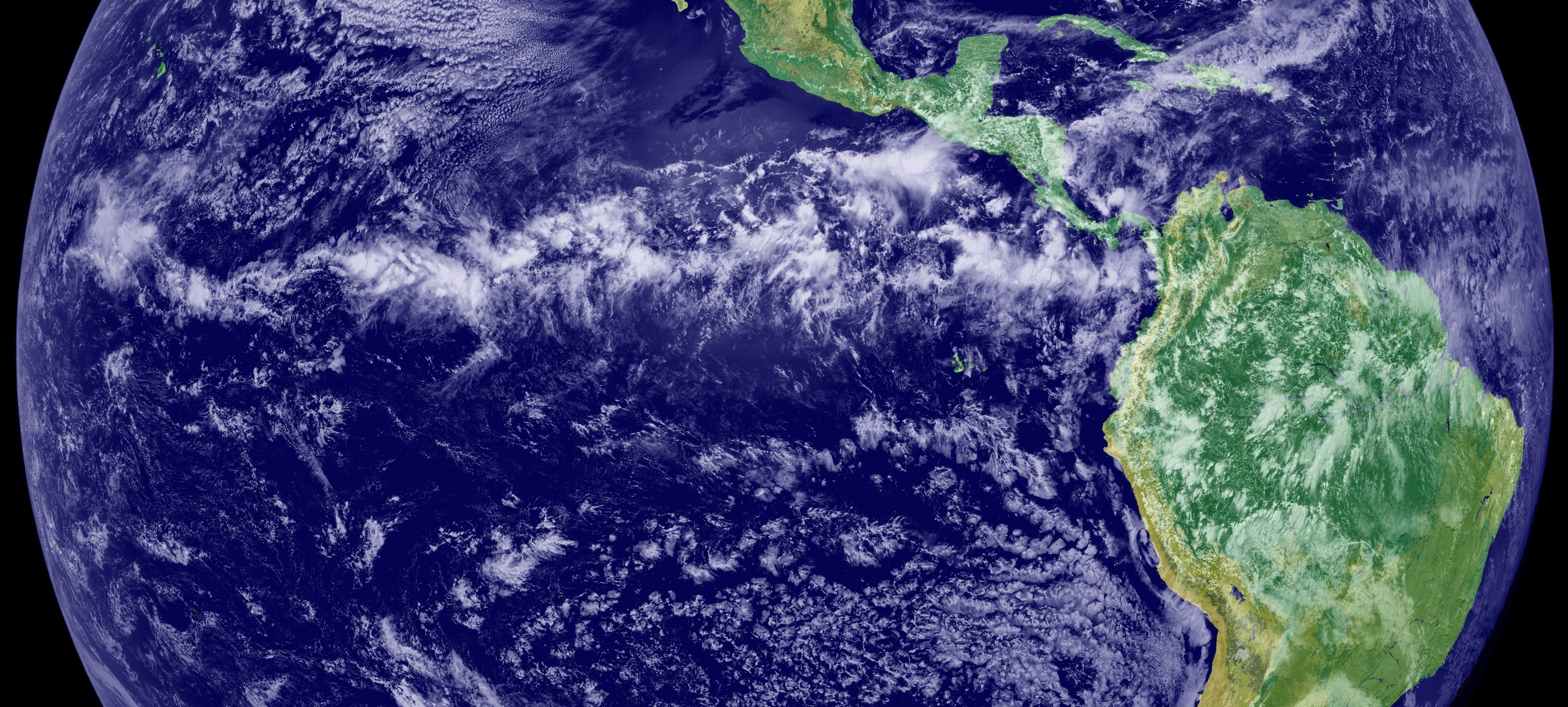
A zona de convergência intertropical (faixa de nuvens que segue paralelamente à linha do equador

Em meteorologia, zona de convergência é usado para se referir a região onde duas ou mais correntes de ar se encontram e interagem. Tempo ruim ou tempestades severas estão normalmente associados a zonas de convergências, já que estas funcionam como um canal de escoamento de Humidade atmosfera. Um exemplo de zona de convergência é a zona de convergência intertropical, que é um sistema de baixa pressão atmosférica que rodeia toda a Terra, seguindo paralelamente à linha do equador. A zona de convergência do Pacífico Sul também é uma zona de convergência regular, que se estende, geralmente, das Ilhas Salomão até a Polinésia Francesa. A zona de convergência do Atlântico Sul surge esporadicamente sobre o Brasil, e funciona como um canal de escoamento de umidade atmosfera proveniente da Amazônia para o oceano Atlântico sul.